# Jędrzej Agryppa
Andrzej (Jędrzej) Agryppa herbu własnego – poseł na sejm z powiatu wileńskiego województwa wileńskiego w 1603 roku, poseł województwa wileńskiego na sejm roku 1613, komisarz trybunału skarbowego. Przedstawiciel litewskiej linii rodu Agryppów.
Deputat na Trybunał Główny Wielkiego Księstwa Litewskiego z powiatu wileńskiego w latach: 1600, 1609, 1613, 1621 i 1629, z powiatu upickiego w 1604 roku, w 1633 roku ze Żmudzi.